# Aeroportul Sisimiut
Aeroportul Sisimiut (IATA: JHS, ICAO: BGSS) este un aeroport din Qeqqata, Groenlanda ce deservește zona Sisimiut⁠(d). A fost numit după zona deservită.
Situat la o altitudine de 10 m, aeroportul dispune de o singură pistă. Este operat de Greenland Airport Authority⁠(d).